# Big Band der Bundeswehr
Die Big Band der Bundeswehr (BigBandBw) wurde 1971 auf Initiative des damaligen Bundesverteidigungsministers Helmut Schmidt gegründet und ist das Showorchester der Bundeswehr. Helmut Schmidt wünschte sich einen „modernen Sound für eine moderne Armee“. Die Band ist in der Mercator-Kaserne in Euskirchen stationiert, tourt ganzjährig durch Deutschland und engagiert sich besonders bei Benefizveranstaltungen. Des Weiteren ist sie immer wieder in diversen Fernsehsendungen und auf Auslandstourneen zu sehen und zu hören.
Erstmals in der Öffentlichkeit spielte die Big Band am 26. Mai 1972 vor 80.000 Zuschauern anlässlich der Einweihung des Münchner Olympiastadions. Die Veranstaltung wurde wie das darauf folgende Fußballländerspiel Deutschland gegen Sowjetunion auch im Fernsehen übertragen. Neben einer großen Vielseitigkeit ist die ausgefeilte Bühnenshow ein Markenzeichen der Band, ebenso wie die Arrangements, die ausschließlich für die Big Band der Bundeswehr von namhaften Arrangeuren in Deutschland und Europa geschrieben werden.

## Internes Verbandsabzeichen

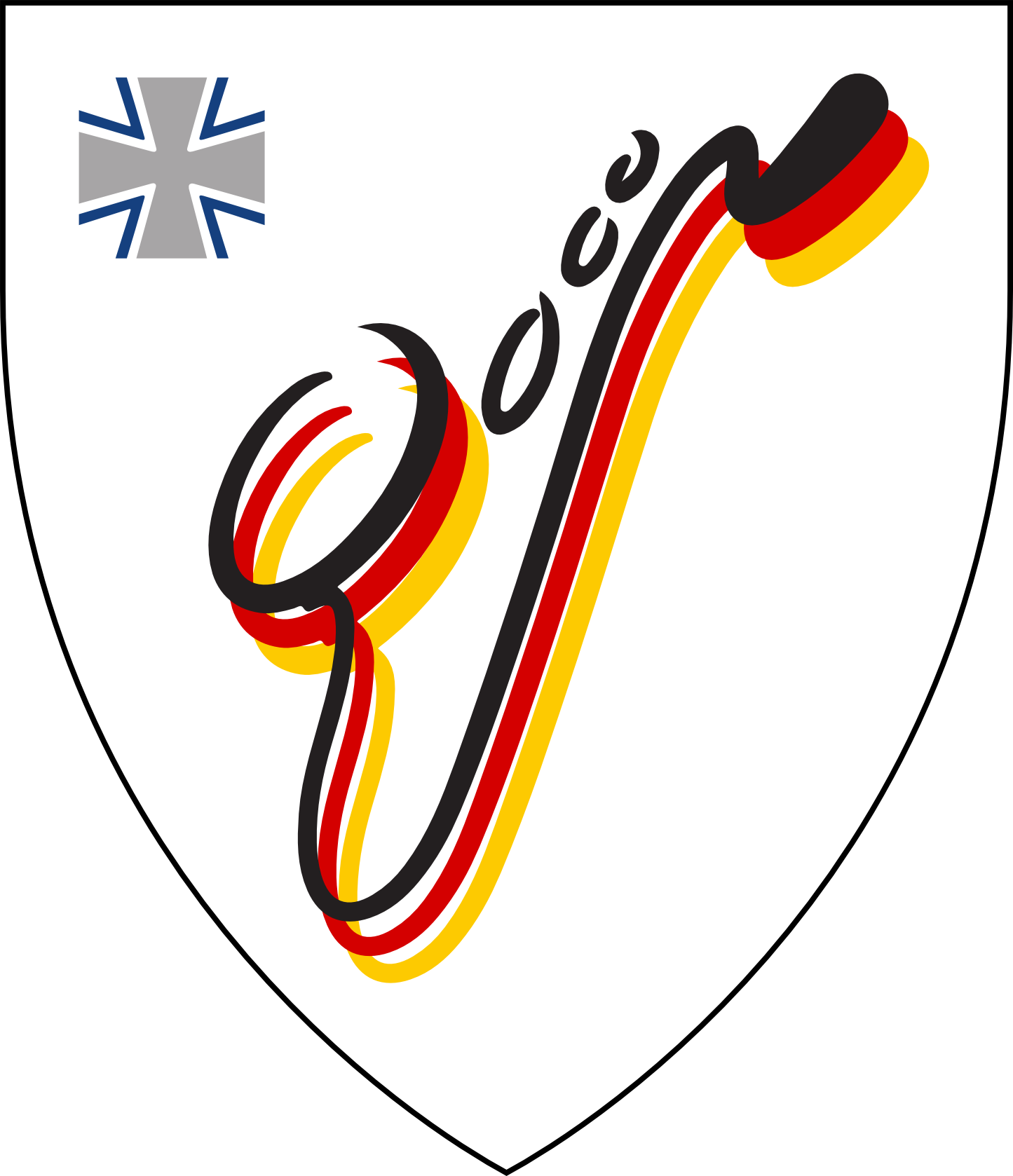
Das interne Verbandsabzeichen der Big Band der Bundeswehr.

Das Wappenschild der BigBandBw ist in der Form gotisch und an der unteren Seite spitz zulaufend. Seine Grundfarbe ist weiß. Es wird durch einen schwarzen Rahmen eingefasst. Im Herzstück steht ein stilisiertes Saxophon in schwarz-rot-gold. In der oberen linken Ecke befindet sich ein Eisernes Kreuz in den Farben Blau und Silber.

## Bandleader
- Günter Noris (1971–1983)
- Oberstleutnant Heinz Schiffer (1983–1991)
- Oberstleutnant Robert Kuckertz (1991–2001)
- Oberstleutnant Michael Euler (2001–2008)
- Oberstleutnant Christoph Lieder (2008–2012)
- Oberstleutnant Christian Weiper (2012–2015)
- Oberstleutnant Timor Chadik[1] (2015-September 2025)

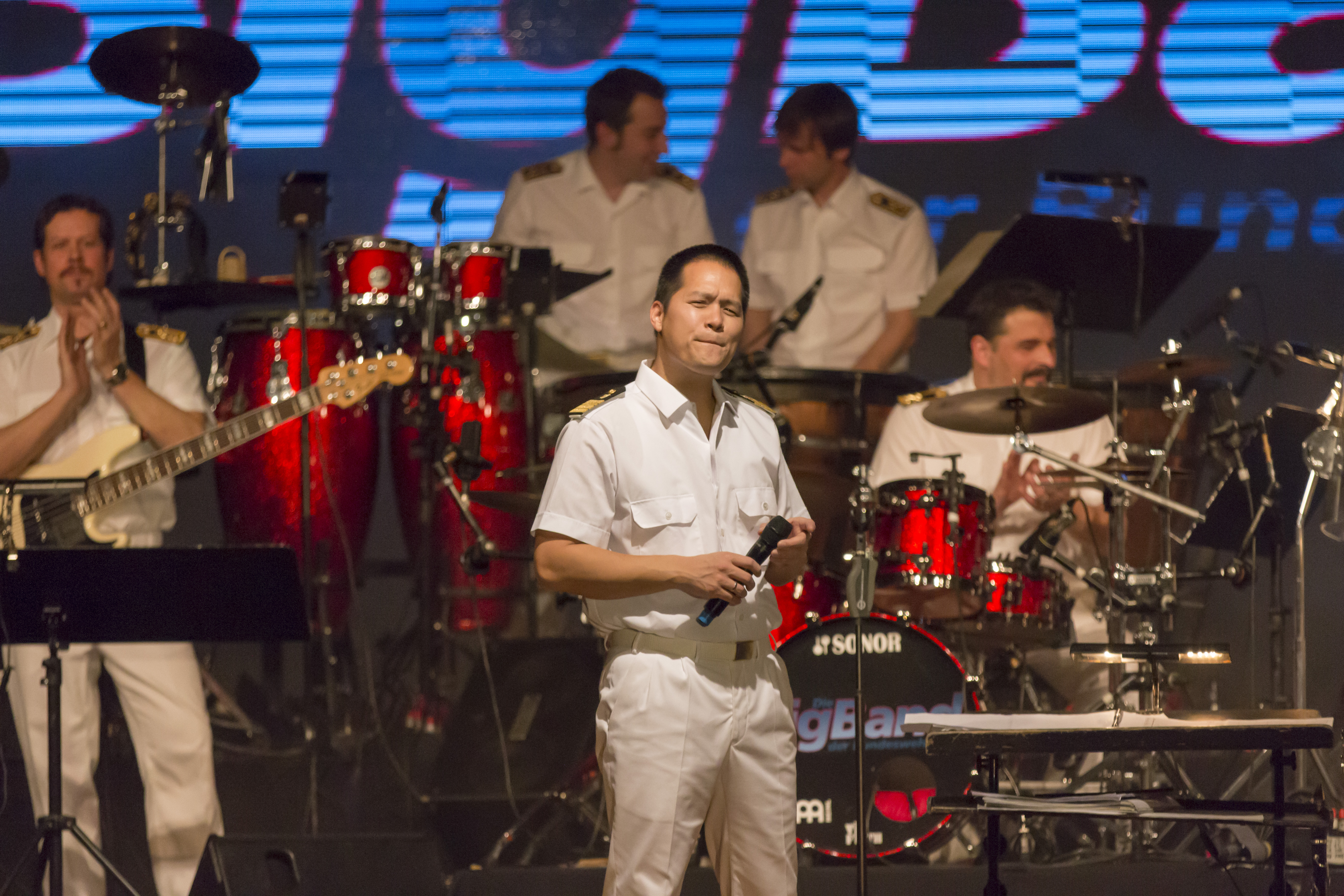
Oberstleutnant Timor Chadik (hier in der seinem Dienstgrad entsprechenden Marineuniform eines Fregattenkapitäns) bei seinem ersten Benefizkonzert in Mülheim-Kärlich

## Besetzung
Alle Soldaten (Mitglieder) der Big Band werden im Verteidigungsfall in ihrer Zweitverwendung im Sanitätsdienst der Bundeswehr eingesetzt und haben zur Inübunghaltung mindestens einmal pro Jahr eine sanitätsdienstliche Schwerpunktausbildung durchzuführen. (Aktuelle Besetzung siehe Infobox)

## Diskografie
Bisher erschienen von der Big-Band der Bundeswehr über 30 Schallplatten und CDs mit Arrangements in diversen Musikgenres im Big-Band-Stil.
- 1972: Stars in Uniform–Welthits im Happy-Sound
- 1973: Rock & Pop Party–Welthits im Happy-Sound 2
- 1974: WM-Parade–Lieder der 16 Nationen (zur Eröffnungsfeier der Fußball-WM am 13. Juni 1974 im Frankfurter Waldstadion)
- 1974: Freut euch des Lebens
- 1974: Happy Marching / Happy Zapfenstreich
- 1975: Hit-Festival
- 1977: Die Tanzplatte des Jahres ’77
- 1978: Rock’n Roll Forever
- 1978: Die Tanzplatte des Jahres ’78
- 1979: If You Could Read My Mind
- 1979: Rock Fever
- 1980: Die Tanzplatte des Jahres ’80
- 1980: Die beliebtesten lateinamerikanischen und Standardtänze aus dem Welttanzprogramm
- 1981: Die Tanzplatte des Jahres ’81
- 1982: Melodie am Abend
- 1984: Die größten Instrumentalhits
- 1991: Die großen Jack White Hits
- 1991: Tanz mit! Folge 2
- 1996: 25 Jahre Swing • Hits • Evergreens
- 1998: Good News
- 1999: Ballroom Melodies
- 2000: Swingtime
- 2001: 30 Jahre On Tour
- 2001: Musik liegt in der Luft
- 2003: Ganz schön bundt (CD mit 3 Titeln)
- 2004: Music Was My First Love
- 2008: Open Air
- 2011: Big Band Birthday
- 2014: Big Band History
- 2016: Thousand times you
- 2018: Klaus Lage: Das Big Band Projekt – Ich wollte mir bloß den Abend vertreiben …
- 2019: Eight PM
- 2021: 50 Jahre: Die Big Band der Bundeswehr & Friends
- 2023: That’s life!
- 2024: Heinz Rudolf Kunze: Lauschangriff